# Mare Frigoris
Mer du Froid

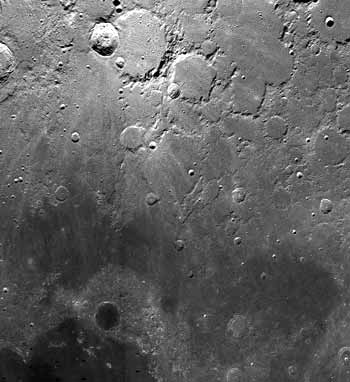
Mare Frigoris

Mare Frigoris, en français la mer du Froid, est une mer lunaire située au nord de Mare Imbrium. Elle va jusqu'à la Mare Serenitatis et le Sinus Roris vers l'est. Cette mer se trouve en bordure du bassin Procellarum. Le matériau entourant cette mer remonte à l'Imbrien inférieur. Le matériau de la partie orientale de cette mer remonte à l'Imbrien supérieur tandis que le matériau de la partie occidentale remonte à l'Ératosthénien.
Le cratère Platon, sombre et circulaire, se trouve immédiatement au sud de Frigoris.
Le cratère imbrien Atlas, très érodé, a reçu les éjectas du cratère plus jeune Hercules.